# الراهية (خيران المحرق)

تعديل مصدري - تعديل

الراهية هي إحدى قرى عزلة الدانعى بمديرية خيران المحرق التابعة لمحافظة حجة، بلغ تعداد سكانها 123 نسمة حسب تعداد اليمن لعام 2004.